# Groote Oudemanspolder
De Groote Oudemanspolder is een polder ten noorden van Waterland-Oudeman, behorende tot de Eiland- en Brandkreekpolders.
Het betreft een gedeelte van de in 1526 bedijkte Oudemanspolder, die bij de totstandkoming van de Brandkreek in 1622 niet alleen doormidden werd gesneden, maar ook deels geïnundeerd.
Herdijking in 1652 van het geïnundeerde deel, dat ten oosten van de Brandkreek lag, resulteerde in een polder van 463 ha, die Staten Oudeman of Groote Oudemanspolder werd genoemd. Bij de vaststelling van de grens in 1664 kwam het grootste deel van deze polder (361 ha) op Oostenrijksen bodem te liggen, ofwel in de Zuidelijke Nederlanden. De bewoners daar wierpen langs de grens -en dus dwars door de polder- de Vrije Dijk op, daar ze vreesden dat de Staatse autoriteiten de polder opnieuw zouden kunnen inunderen bij hernieuwde oorlogsdreiging.
Aan de rand van de polder ligt buurtschap Moleke. De polder wordt begrensd door de Kasseiweg, de Oudemansdijk, Rovershoek en Zandstraat.